# Klezmofobia
Klezmofobia er et dansk klezmerband bestående af Bjarke Kolerus på klarinet, Ole Reimer på trompet, Andreas Ugorskij på guitar, Jesper Lund på basbalalajka, Jonatan Aisen på trommer og med Channe Nussbaum som forsanger. Bandet blev etableret i 2004 og har udgivet tre albums: Tantz! fra 2006, Ganze Welt fra 2008 og Kartushnik fra 2012. Bandets første album modtog prisen Årets Danske World Album 2007 ved Danish World Awards samme år.